# Монтгомери, Хью, 19-й граф Эглинтон
Хью Арчибальд Уильям Монтгомери, 19-й граф Эглинтон, 7-й граф Уинтон (англ. Hugh Archibald William Montgomerie, 19th Earl of Eglinton, 7th Earl of Winton; род. 24 июля 1966 года) — шотландский пэр, землевладелец, бизнесмен, шериф Ренфрушира и глава клана Монтгомери. С рождения и до 2018 года он был известен под титулом учтивости — лорд Монтгомери.

## Биография
Родился 24 июля 1966 года в Хаммерсмите. Старший сын Арчибальда Монтгомери, 18-го графа Эглинтона (1939—2018), и его жены Мэрион Каролины Данн-Яркер.
Хью Монтгомери получил образование в Итонском колледже и служил офицером Королевского флота с 1987 по 1993 год, после чего он стал менеджером по транспортным операциям. Будучи вторым лейтенантом военно-морского флота, в феврале 1994 года он был назначен лейтенантом в разведывательный корпус Территориальной армии. В апреле 2000 года он был переведен в офицерский резерв регулярной армии.
В конце 1990-х он учился в Эдинбургском университете, получив степень MBA в 1999 году. С 2004 по 2020 год он был руководителем компании Dell Technologies, базирующейся в Нашвилле, штат Теннесси.
14 июня 2018 года Монтгомери сменил своего отца на посту графа Эглинтона (креация 1507 года), графа Уинтона (креация 1859 года), лорда Монтгомери (креация 1445 года) и барона Ардроссана (креация 1806 года). На момент смерти его отца семейная резиденция находилась в Бэлхоми-хаусе, недалеко от Каргилла, Пертшир, но оно было продано в 2019 году.
Он не только занимает должность шерифа Ренфрушира, но и является главой клана Монтгомери. Первым представителем рода в Шотландии был Роберт Монтгомери, которому было пожаловано поместье Иглшем в Ренфрушире во время правления короля Шотландии Давида I (1124—1153). Его отец владел замком Сент-Фуа-де-Монгомри недалеко от Лизьё в Нормандии и прибыл в Англию вместе с Вильгельмом Завоевателем .
Граф Эглинтон является членом Постоянного совета шотландских вождей с 2018 года, а также председателем Общества шотландских армигеров.
19 декабря 1991 года Монтгомери впервые женился на Саре Александре Редпат. Они развелись в 1998 году. 28 июля 2001 года он женился во второй раз на Кэрол Энн Робинсон, и у них трое детей:
- Леди Хелена Монтгомери (р. 2003)
- Леди Беатрис Монтгомери (р. 2005)
- Рурид Сетон Арчибальд Монтгомери, лорд Монтгомери (р. 4 марта 2007), наследник титула.

В 2020 году, после ухода из Dell, граф Эглинтон проживает в городе Моффат в Дамфрисе и Галловее.